# Hedvig Malmström
Hedvig Dagmar Elisabeth Malmström, född 9 oktober 1927 i Halmstad, död 2 februari 2022 i Halmstad, var en svensk målare, tecknare och grafiker.
Hon var dotter till läroverksadjunkten Lars Olof Malmström och Annemarie Garies. Malmström studerade bok- och reklamkonst vid Slöjdföreningens skola i Göteborg 1946–1949 och vid Det Kongelige Danske Kunstakademi i Köpenhamn 1953–1958 samt under studieresor till Grekland, Turkiet och Italien. Hon medverkade i Nationalmuseums utställning Unga tecknare 1955–1956 och föreningen Graphicas utställningar med grafik i Lund, Då och nu Svensk grafik 1600–1959 på Liljevalchs konsthall samt sedan 1950 i Hallands konstförenings höstutställningar i Halmstad. Utsmyckningar av henne finns i förskolor i Halmstad, takmålningar på röntgenavdelningar i Halmstad, Lund och Hillerød, Danmark. Mosaiker, Krebs skole, Köpenhamn. Hennes konst består av porträtt, figurbilder, djurbilder och landskap utförda i olja, torrnål och akvatint. Malmström är representerd vid Moderna museet, Länsmuseet Halmstad, Statens konstråd, Teckningsmuseet i Laholm och Gustav VI Adolfs samling.